# Курбатово (Нижегородска област)
Курбатово (на руски: Курбатово) е село в Гагински район, Нижегородска област, Русия. Населението му през 2010 година е 316 души.

## География

### Разположение
Курбатово е разположено в югоизточната част на Нижегородска област, на брега на река Пяна.

### Климат
Климатът в Курбатово е умереноконтинентален (Dfb по Кьопен) с горещо и сравнително влажно лято и дълга студена зима.